# NGC 2410
NGC 2410 في الفهرس العام الجديد، هي مجرة، تقع في كوكبة التوأمان. اكتشفت في 5 فبراير 1867 بواسطة إدوارد ستيفان.

## روابط خارجية
- NGC 2410 على موقع ويكي سكاي: DSS2, SDSS, GALEX, IRAS, Hydrogen α, X-Ray, Astrophoto, Sky Map, Articles and images